# William Crotch
William Crotch, född 5 juli 1775 i Norwich, död 29 december 1847 i Taunton, var en brittisk kompositör.
Crotch spelade redan vid tre års ålder orgel, och blev efter teologiska studier vid Oxford organist vid Christ Church där. År 1797 blev han professor i musik vid Oxfords universitet, och organist vid S:t Johns College. Senare kallades han till London, där han 1822 blev ledare av den nystiftade musikakademin. Crotch komponerade kantater, hymner och orgelmusik samt skrev teoretiska läroböcker som Practical thorough bass (1812) samt Elements of musical composition (1812).